# 阿塞圖納戰役
阿塞圖納戰役發生於1936年的西班牙內戰。該年12月，國民軍在對安杜哈爾發起進攻並試圖佔領之，從而爆發本場戰役。最後國民軍在洛佩拉擊敗了共和派，並佔領了2,600平方（1,000平方英里）的領土，但未能成功占領安杜哈爾。

## 背景
1936年12月, 岡沙洛·奎波·德·亞諾開始對科爾多瓦省發起進攻，以期能奪取安杜哈爾這個富庶的油橄欖產地，同時解救在卡貝薩聖母聖所被圍困的國民衛隊。

## 攻勢
國民軍在12月13日以2,000名requetes及摩爾人部隊發起他們的攻勢，隨後更增援至4,000人。12月20日，國民軍佔領了布哈蘭塞，兩天後又攻佔了佩德羅阿瓦德及科尔多瓦自由镇。西班牙共和軍決定發起反攻以阻止國民軍的推進，並組建了新的南方軍團，交由馬丁內斯-蒙赫將軍指揮。此外，第十四國際縱隊也投入到了科爾多瓦前線。12月24日，第十四國際縱隊麾下的第9突擊隊(共600人)在里奧鎮被國民軍殲滅，戰死400人，也讓國民軍佔據了里奧鎮及洛佩拉，隔日國民軍又佔領了蒙托羅。12月27日，第十四國際縱隊向洛佩拉發起進攻欲收復之，但在戰役中卻遭受了可怕的傷亡，不得不於12月29日停止進攻。12月31日，國民軍佔領了波爾庫納後暫停了他們的推進。

## 後續發展
國民軍攻佔了2,600平方（1,000平方英里）的油橄欖產地(後又被稱為 "Aceituna")、一些城鎮以及埃爾卡爾皮奧水力發電站。然而國民軍卻未能攻佔安杜哈爾，導致卡貝薩聖母聖所最終在1937年5月1日被共和軍攻佔。

## 傳記
- Beevor, Antony. (2006). The Battle for Spain. The Spanish Civil War, 1936-1939. Penguin Books. London.
- Moreno Gómez, Francisco. (2008). 1936: el genocidio franquista en Córdoba. Editorial Crítica. Barcelona. ISBN 978-84-7423-686-6
- Thomas, Hugh. (2001). The Spanish Civil War. Penguin Books. London. ISBN 978-0-14-101161-5